# Epania corusca
Epania corusca är en skalbaggsart som beskrevs av Holzschuh 2007. Epania corusca ingår i släktet Epania och familjen långhorningar. Inga underarter finns listade i Catalogue of Life.